# Green Mamba Football Club
El Green Mamba FC es un equipo de fútbol de Suazilandia que pertenece a la Primera División de Suazilandia, la principal liga de fútbol en el país.
Fue creado en la ciudad de Simunye en el año 1987.

## Palmarés
- Primera División de Suazilandia: 3

2011, 2019, 2023
- Copa de Suazilandia: 2

2004, 2012
- Trade Fair Cup: 3

2001, 2003, 2005

## Participación en competiciones de la CAF
| Temporada | Torneo                      | Ronda      | Club                  | Casa | Visita | Global  |
| --------- | --------------------------- | ---------- | --------------------- | ---- | ------ | ------- |
| 2001      | Copa CAF                    | 1          | Zanaco FC             | 0-0  | 1-1    | 1-1 (a) |
| 2001      | Copa CAF                    | 2          | Ferroviário de Maputo | 0-2  | 0-2    | 0-4     |
| 2012      | Liga de Campeones de la CAF | Preliminar | FC Platinum           | 2-4  | 0-4    | 2-8     |
| 2019/20   | Liga de Campeones de la CAF | Preliminar | ZESCO United FC       | 0-2  | 0-1    | 0-3     |
| 2023/24   | Liga de Campeones de la CAF | 1          | UD Songo              | 1-1  | 0-1    | 1-2     |